# بیانکا اشمیت
بیانکا اشمیت (بهآلمانی: Bianca Schmidt؛ زادهٔ ۲۳ ژانویهٔ ۱۹۹۰) او بازیکن زن فوتبال اهل آلمان است. وی در پست مدافع کناری و مهاجم بازی می‌کند. بیانکا سرباز ارتش آلمان است و این دو شغل را با یکدیگر ادغام کرده‌است.